# Amapa (rijeka)
Amapa je rijeka u meksičkim saveznim državama Oaxaca i Veracruz.
Rijeka izvire u podnožju Sierra Madre de Oaxaca u Veracruzu. Teče prema jugoistoku, tvoreći granicu između Oaxace i Veracruza, prije nego što se ulije u rijeku Tonto, pritok Papaloapana.